# Quân nhân
Quân nhân là một thuật ngữ gọi chung cho những người phục vụ trong Lực lượng vũ trang của một quốc gia nói chung, trong một đơn vị quân đội nói riêng. Danh xưng này không được áp dụng cho bên Công an, Cảnh sát hay người phục vụ trong ngành An ninh.

## Khái quát
Quân nhân còn bao gồm Tướng lĩnh, Quân nhân Chuyên nghiệp, Sĩ quan, Hạ sĩ quan - Binh sĩ, Nhân viên Quốc phòng,... có Cấp bậc, Quân hàm tương ứng do từng Quốc gia quy định.